# 梵天まつり (秋田県)

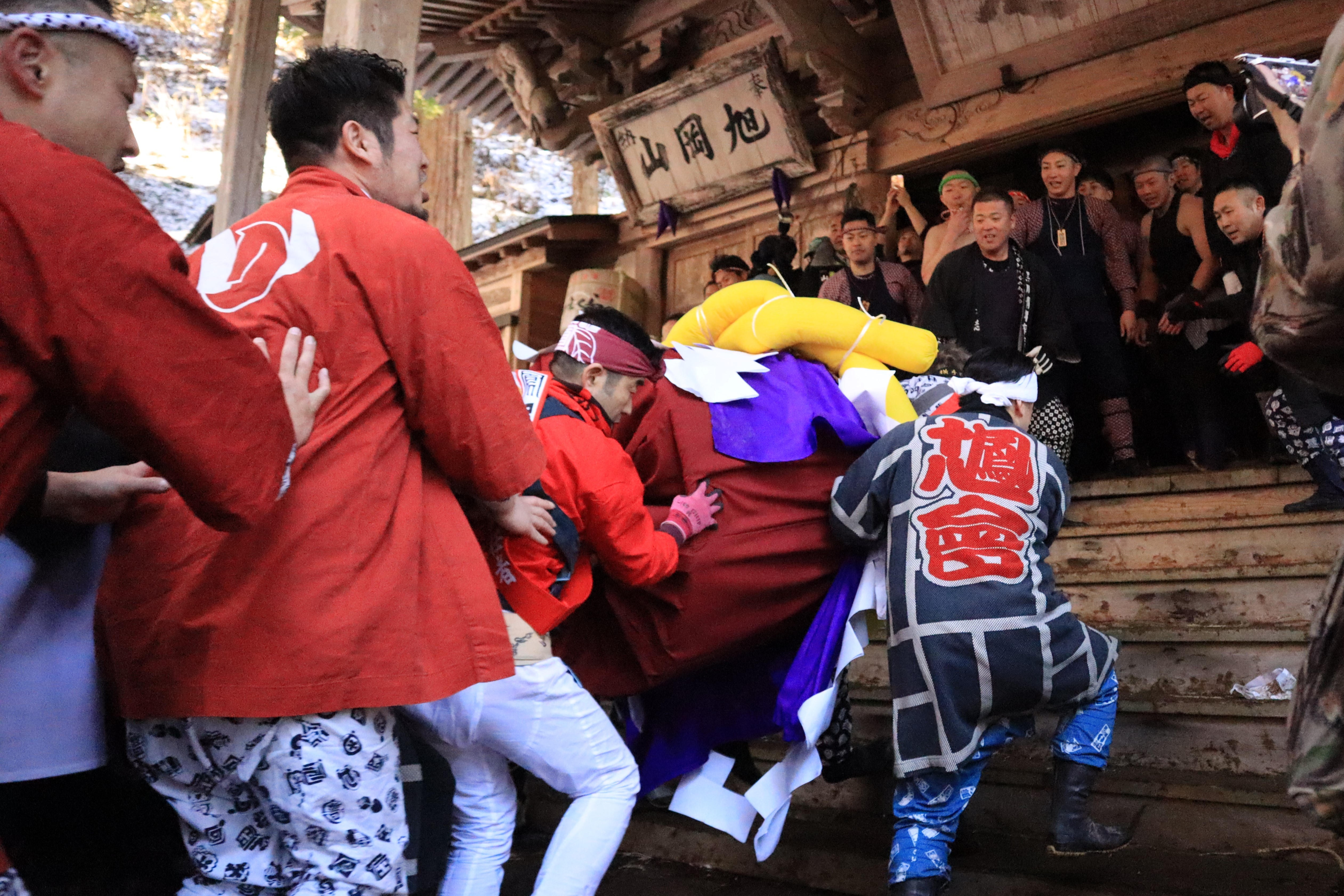
梵天奉納の様子（秋田県横手市・旭岡山神社）

秋田県における梵天まつり（ぼんでんまつり）とは、県内の各地に伝わる伝統行事。地域によって呼称や内容に若干の差はあるが、神社などの拝殿に五穀豊穣などの願いを込めて「梵天（ぼんでん）」と呼ばれる祭具を奉納するという点は共通しており、県内には80～90を超える梵天行事があるとされる。
行事で奉納される梵天は、棒の先端に取り付けた竹籠に布などを装飾した御幣の一種で、神の依り代を示す。梵天については平仮名表記（ぼんでん）、片仮名表記（ボンデン）なども見られるが、本項においては漢字表記で記す。

## 概要
行事で奉納される祭具としての「梵天」は、持ち棒と呼ばれる竿の先に円筒状の竹籠を取り付け、その上には半円状の竹籠を取り付ける。これを基礎として竹籠の表面に3枚の布（色や模様は同じであったりそれぞれ違ったりする）を縫い合わせ、頭の方（ボンボラやボンボリと呼ばれる）には3枚の布とは異なる色の布が被せられる。円筒状の竹籠の上には太い鉢巻が巻かれ、結びきった先端は上へと跳ね上げる。そして、3枚の布の縫い合わせの下端から飾り幣を下げ、布の下部には大きな幣束が下げられる。ボンボリの部分には頭飾りが付けられることもあり、横手市の旭岡山神社の梵天が最たる例である。
行事の概要について三吉梵天祭を例に挙げると、梵天の奉納は各町内会や青年会、企業や各団体の有志によって行われる。梵天を担ぎながら「ジョヤサ、ジョヤサ」の掛け声とともに太平山三吉神社への道を我先にと進み、社殿前では梵天の押し合いが激しく行われ、最終的に神社内へと奉納される。三吉梵天祭はこの押し合いが特に激しく「けんか梵天」とも呼ばれる。

### 梵天の語源

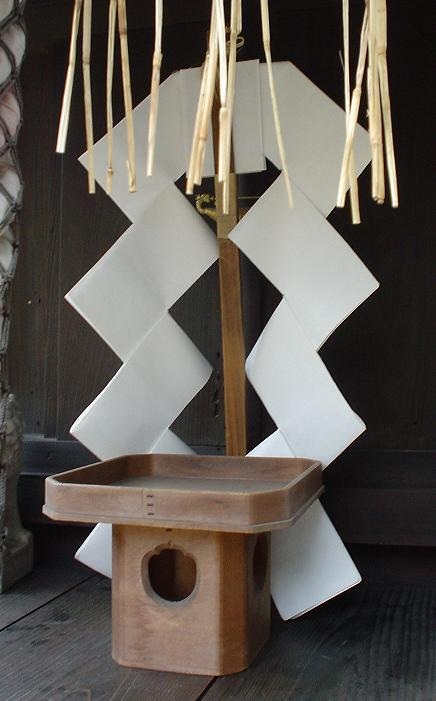
一般的な御幣。梵天はこれを大型化し、棒の先に何本か取付ける。

祭具としての梵天の語源や由来は種々あるが判然としない。一説によれば、修験道の祈祷に用いられる幣束のことを「大梵天王」といい、この名前から梵天の名が起こり、これを神の依り代とした。また、祭場を標示するために高い木や竿に白い布をつけ、これを古語で「目立つもの」や「秀でる」ことを意味する「ホデ」と称し、これが「ボンデ」→「ボンデン」となまり、これを類似する修験道の幣束「大梵天王」に当てた。

## 各地の梵天
大きな梵天を神社へ奉納する「梵天まつり」は、青森県の岩木山における祭典を除いて秋田県外ではあまり見られない。秋田県内における梵天まつりの分布については、山伏の影響を受け、山岳信仰の基点となった太平山や保呂羽山の周辺（県の中央部から南下した地域）で見られる。代表的なものが秋田市の太平山三吉神社・三吉梵天祭で、県内随一の梵天奉納数を誇る。ほかにも、梵天の頭飾りが豪華な横手市の旭岡山神社・梵天奉納祭や、梵天を沼の中に突き立てる同市平鹿町の厳嶋神社・沼入り梵天、梵天が川を渡る大仙市の伊豆山神社の梵天など特色ある梵天まつりが行われている。

### 指定文化財等
※丸括弧内の数字は、指定または選択された年。順不同。行事名は登録名称で掲載する。
- 国の重要無形民俗文化財 - 該当なし。
- 国の選択無形民俗文化財 - 荒処の沼入り梵天行事 (1983)
- 秋田県指定無形民俗文化財 - 荒処の沼入り梵天行事 (1988)
- 秋田県選択無形民俗文化財 - 三助稲荷神社の梵天行事 (1999)
- 市町村指定重要無形民俗文化財 - 旭岡山神社の梵天 (1999)、三助稲荷神社の梵天行事 (1999)、伊豆山神社川を渡る梵天 (1999)

### 一覧
| 市町村     | 地区     | 奉納先               | 開催日             | 備考 | 出典          |
| ---------- | -------- | -------------------- | ------------------ | --- | ------------- |
| 秋田市     | 秋田市   | 太平山三吉神社       | 1月17日            | 奉納前の押し合いが特徴的でけんか梵天と呼ばれる。このため、戦前はけが人が出ることもあったが、戦後になると奉納代表者・宮司・警察で打ち合わせ会を行うようになり、理解・意識の高まりにより事故は見られなくなった。 | [ 9 ] [ 2 ]   |
| 秋田市     | 秋田市   | 三吉神社             | 旧暦1月17日        | 安政期、太平地区の農民による稲梵天の奉納を起源とする。 | [ 18 ]        |
| 秋田市     | 河辺     | 神明社               | 8月28日            | | [ 19 ]        |
| 秋田市     | 河辺     | 白山神社             | 5月6日             | | [ 19 ]        |
| 秋田市     | 河辺     | 神供山神社           | 7月17日            | | [ 19 ]        |
| 秋田市     | 雄和     | 保食神社             | 7月16日            | 保食神社は農業にとっての労働力であった牛や馬を祀っており、それに因んでクズの葉を巻き付けた梵天を奉納する。 | [ 20 ]        |
| 秋田市     | 雄和     | 八幡神社             | 8月14日 または15日 | 開催されない年もある | [ 20 ]        |
| 秋田市     | 雄和     | 八幡神社             | 8月14日            | | [ 21 ]        |
| 秋田市     | 雄和     | 三嶽神社             | 8月14日            | | [ 21 ]        |
| 秋田市     | 雄和     | 平沢神社             | 6月17日            | | [ 21 ]        |
| 秋田市     | 雄和     | 愛宕神社             | 8月15日            | | [ 22 ]        |
| 秋田市     | 雄和     | 神明社               | 8月15日            | | [ 22 ]        |
| 秋田市     | 雄和     | 高尾神社             | 7月8日             | | [ 22 ]        |
| 秋田市     | 雄和     | 種沢神社             | 8月15日 または16日 | | [ 22 ]        |
| 秋田市     | 雄和     | 保食神社             | 8月15日 または16日 | | [ 23 ]        |
| 秋田市     | 雄和     | 日吉神社             | 8月15日            | | [ 23 ]        |
| 秋田市     | 雄和     | 朝熊神社             | 7月13日            | | [ 23 ]        |
| 秋田市     | 雄和     | 新波神社             | 6月27日            | | [ 24 ]        |
| 横手市     | 横手     | 旭岡山神社           | 2月17日            | 豪華な頭飾りが特徴的で、コンクールも実施される。 → 旭岡山神社#梵天奉納祭 | [ 25 ] [ 26 ] |
| 横手市     | 横手     | 若宮権現神社         | 4月5日             | | [ 27 ]        |
| 横手市     | 横手     | 貴船神社             | 旧暦2月16日        | | [ 28 ]        |
| 横手市     | 横手     | 金澤八幡宮           | 2月18日            | 旭岡山神社の梵天には鉢巻が巻かれ「男梵天」と呼ばれるのに対し、金澤八幡宮の梵天には鉢巻がないため「女梵天」や「腰巻き梵天」とも呼ばれる。                                                                       | [ 29 ] [ 28 ] |
| 横手市     | 平鹿     | 厳嶋神社 弁才天沼    | 5月1日             | 梵天を沼に突き立てるのが特徴的で沼入り梵天と呼ばれる。 → 荒処の沼入り梵天 | [ 16 ]        |
| 横手市     | 大森     | 三助稲荷神社         | 1月5日             | 厄年の人が裸参りを行い、梵天と恵比寿俵を地区を巡回した後奉納する。 | [ 31 ] [ 28 ] |
| 横手市     | 大森     | 保呂羽山波宇志別神社 | 旧暦1月4日         | | [ 32 ]        |
| 横手市     | 増田     | 三所神社             | 2月20日            | 梵天を竿燈のように扱い、技を披露するのが特徴的。 | [ 33 ]        |
| 横手市     | 雄物川   | 木戸五郎兵衛神社     | 2月最終日曜        | | [ 34 ] [ 35 ] |
| 横手市     | 大雄     | 長太郎稲荷神社       | 2月第一日曜        | 明治中期に始まるが戦争で中断。昭和50年代まで細々と継承され、1980年に復活。それまでは恵比寿俵の奉納が中心だったが、再興後は梵天も奉納されるようになった。                                                       | [ 36 ] [ 37 ] |
| 横手市     | 山内     | 黒沼神社             | 7月24日            | | [ 37 ]        |
| 横手市     | 山内     | 金峰山神社           | 5月20日            | | [ 32 ]        |
| 湯沢市     | 稲川     | 日吉神社             | 7月                | 漆器の神と呼ばれる惟喬親王を祀る日吉神社に、伝統工芸品である川連漆器を奉納したのが始まりで、わんこ梵天と呼ばれる椀を括りつけた梵天が奉納される。                                                               | [ 38 ]        |
| 由利本荘市 | 由利     | 太平山神社           | 1月17日            | | [ 39 ]        |
| 由利本荘市 | 大内     | 長坂稲荷神社         | 旧暦2月1日         | ヒコシと呼ばれる三角形の布に綿を入れたお守りを梵天に吊るすのが特徴的。ヒコシには子どもの成長の願いが込められている。                                                                                           | [ 40 ] [ 39 ] |
| 由利本荘市 | 東由利   | 御嶽神社             | 1月15日前後        | | [ 41 ]        |
| 北秋田市   | 森吉     | 三吉神社             | 8月15日            | 「サーギ、サーギ、ドッコイサーギ」の掛け声が特徴的で、サギサギと呼ばれる。 | [ 42 ] [ 43 ] |
| 大仙市     | 大曲     | 伊豆山神社           | 2月17日            | 奉納の際に川を渡るのが特徴的で、川を渡る梵天と呼ばれる。 → 伊豆山神社 (大仙市)#川を渡る梵天 | [ 44 ] [ 2 ]  |
| 大仙市     | 大曲     | 諏訪神社             | 2月26日            | 厄年梵天として家内安全、無病息災を願い、厄年の男たちが地域の厄を払う。その後、人生の節目の証として諏訪神社へと梵天を奉納する。                                                                                 | [ 45 ] [ 46 ] |
| 大仙市     | 中仙     | 長野神社             | 3月15日            | 約150年前に長野山山頂にあった長野神社に梵天が奉納されたことを起源とし、各町内から数十本の梵天が奉納される。 | [ 47 ] [ 46 ] |
| 大仙市     | 中仙     | 八坂神社             | 1月16日            | 1510年より行われているとされており、かつては大曲・南外・仙南などからも奉納梵天が集まった | [ 48 ] [ 49 ] |
| 大仙市     | 神岡     | 嶽六所神社           | 3月20日            | | [ 50 ]        |
| 大仙市     | 協和     | 上淀川神明社         | 7月11日            | | [ 51 ]        |
| 大仙市     | 協和     | 稲沢神明社           | 7月27日            | | [ 51 ]        |
| 大仙市     | 協和     | 諏訪神社             | 8月15日            | | [ 52 ]        |
| 大仙市     | 協和     | 金峰山神社           | 8月15日            | | [ 52 ]        |
| 大仙市     | 協和     | 天王様               | 7月7日             | | [ 52 ]        |
| 大仙市     | 協和     | 高寺山高善寺         | 旧暦6月17日        | 1988年をもって廃絶している。 | [ 53 ]        |
| 大仙市     | 太田     | 東今泉八幡神社       | 8月14日            | | [ 54 ]        |
| 大仙市     | 太田     | 横沢八幡神社         | 9月15日            | | [ 54 ]        |
| 大仙市     | 太田     | 羽黒堂神社           | 8月20日            | | [ 54 ]        |
| 大仙市     | 太田     | 斉内諏訪神社         | 8月26日            | | [ 55 ]        |
| 大仙市     | 太田     | 長信田八幡神社       | 8月16日            | | [ 55 ]        |
| 大仙市     | 仙北     | 八幡神社             | 2月15日            | | [ 55 ]        |
| 大仙市     | 仙北     | 薬師神社             | 9月7日             | | [ 56 ]        |
| 大仙市     | 仙北     | 高梨神社             | 8月19日            | 現在（明確な時期不明）は子供の樽神輿を奉納している | [ 56 ]        |
| 大仙市     | 仙北     | 北畑神社             | 1月17日            | | [ 56 ]        |
| 大仙市     | 西仙北   | 強首神社             | 8月17日            | | [ 57 ]        |
| 大仙市     | 南外     | 勝軍山神社           | 旧暦1月7日         | 戦後に廃絶 | [ 58 ]        |
| 仙北市     | 角館     | 川原神明社           | 8月16日            | | [ 50 ]        |
| 仙北市     | 角館     | 大威徳神社           | 丑年の8月16日      | | [ 50 ]        |
| 仙北市     | 田沢湖   | 生保内神社           | 8月15日            | | [ 49 ]        |
| 仙北市     | 田沢湖   | 四柱神社             | 8月15日            | | [ 59 ]        |
| 仙北市     | 田沢湖   | 中生保内神社         | 旧暦6月23日        | | [ 59 ]        |
| 仙北市     | 田沢湖   | 掛樋神社             | 8月14日            | | [ 59 ]        |
| 仙北市     | 田沢湖   | 荒沢神社             | 8月16日            | | [ 60 ]        |
| 仙北市     | 田沢湖   | 日月神社             | 8月18日            | 開催されない年もある | [ 60 ]        |
| 仙北市     | 田沢湖   | 金峰神社             | 8月18日            | 開催されない年もある | [ 60 ]        |
| 仙北市     | 田沢湖   | 八社神社             | 8月14日            | 開催されない年もある | [ 61 ]        |
| 仙北市     | 田沢湖   | 大荒田八幡神社       | 8月14日            | 開催されない年もある | [ 61 ]        |
| 仙北市     | 田沢湖   | 鎌川八幡神社         | 8月14日            | 隔年開催 | [ 61 ]        |
| 仙北市     | 田沢湖   | 神明社               | 8月17日            | | [ 51 ]        |
| 仙北市     | 西木     | 上桧木内神社         | 8月15日            | | [ 62 ]        |
| 仙北市     | 西木     | 磯前神社             | 8月14日            | | [ 62 ]        |
| 仙北市     | 西木     | 釜石神社             | 8月14日            | | [ 62 ]        |
| 仙北市     | 西木     | 馬頭観音神社         | 8月15日            | | [ 62 ]        |
| 仙北市     | 西木     | 不動様               | 8月16日            | | [ 63 ]        |
| 仙北市     | 西木     | 小滝神社             | 8月16日            | | [ 63 ]        |
| 仙北市     | 西木     | 三獄神社             | 8月18日            | | [ 63 ]        |
| 仙北市     | 西木     | 釜杉神社             | 9月16日            | | [ 63 ]        |
| 仙北市     | 西木     | 八津観音             | 8月16日            | | [ 64 ]        |
| 仙北市     | 西木     | 八幡神社             | 8月14日            | | [ 64 ]        |
| 仙北市     | 西木     | 三獄神社             | 8月26日            | | [ 64 ]        |
| 仙北市     | 西木     | 上荒井神社           | 8月15日            | | [ 64 ]        |
| 仙北市     | 西木     | 日月神社             | 8月18日            | | [ 65 ]        |
| 仙北市     | 西木     | 雷神社               | 8月14日            | | [ 65 ]        |
| 八郎潟町   | 八郎潟町 | 副川神社             | 7月1日             | 「揃った、そろたよ若い衆がそろった。稲の出穂より、なおよく揃った」と門付する。 | [ 66 ]        |
| 美郷町     | 六郷     | 田岡神社             | 旧暦1月1日         | | [ 49 ]        |
| 美郷町     | 仙南     | 真山神社             | 6月18日            | | [ 65 ]        |
| 美郷町     | 仙南     | 神明社               | 7月15日            | | [ 65 ]        |
| 美郷町     | 仙南     | 日吉神社             | 6月15日            | | [ 67 ]        |
| 美郷町     | 仙南     | 八幡神社             | 2月17日            | | [ 67 ]        |
| 美郷町     | 仙南     | 神明社               | 6月                | | [ 67 ]        |
| 美郷町     | 仙南     | 伊豆神社             | 8月14日            | | [ 67 ]        |
| 美郷町     | 千畑     | 春日神社             | 1月19日 8月18日    | | [ 68 ]        |
| 美郷町     | 千畑     | 三輪神社             | 6月15日            | | [ 68 ]        |
| 美郷町     | 千畑     | 熊野神社             | 8月15日            | | [ 68 ]        |
| 美郷町     | 千畑     | 愛宕神社             | 7月24日            | | [ 57 ]        |
| 美郷町     | 千畑     | 善知鳥坂神社         | 6月17日            | | [ 57 ]        |
| 東成瀬村   | 東成瀬村 | 永伝寺               | 1月15日            | | [ 69 ]        |

## ギャラリー
- 伊豆山神社・川を渡る梵天
- 旭岡山神社・梵天奉納祭
- 厳嶋神社・沼入り梵天